# Matt Vogel
Matthew Haynes "Matt" Vogel  (Fort Wayne, 3 de junho de 1957) é um ex-nadador dos Estados Unidos, ganhador de duas medalhas de ouro em Jogos Olímpicos.
Matt Vogel bateu um recorde mundial junto com a equipe americana de revezamento 4x100m medley.
Matt atualmente é técnico do Fort Wayne Aquatics em Fort Wayne, Indiana.
Foi nomeado para o International Swimming Hall of Fame em 1996.